# Anna Tatishvili
Anna Tatishvili (en georgià: ანა ტატიშვილი) (Tiflis, Geòrgia, 3 de febrer de 1990) és una jugadora professional de tennis estatunidenca d'origen georgià. El seu major assoliment va ser guanyar el títol de dobles del Torneig de Linz en 2014 juntament amb Ioana Raluca Olaru.
Tatishvili va començar a jugar tennis a l'edat de quatre anys. És entrenada per Ean Mayer i Tatishvili Dimitry.
Va representar a Geòrgia fins l'abril de 2014 i des de llavors va representar els Estats Units.

## Palmarès

### Dobles: 3 (1−2)
| Llegenda                                  |
| ----------------------------------------- |
| Grand Slam (0−0)                          |
| WTA Tour Championships / WTA Finals (0−0) |
| Premier Mandatory (0−0)                   |
| Premier 5 (0−0)                           |
| Premier (0−0)                             |
| International (1−2)                       |

| Títols per superfície |
| --------------------- |
| Dura (1−1)            |
| Gespa (0−0)           |
| Terra batuda (0−1)    |

| Resultat   | Núm. | Data                   | Torneig           | Superfície   | Parella          | Oponents                         | Marcador         |
| ---------- | ---- | ---------------------- | ----------------- | ------------ | ---------------- | -------------------------------- | ---------------- |
| Finalista  | 1.   | 18 de setembre de 2011 | Quebec, Canadà    | Dura         | Jamie Hampton    | Raquel Kops-Jones Abigail Spears | 0−6, 6−3, [6−10] |
| Finalista  | 2.   | 14 de juliol de 2013   | Budapest, Hongria | Terra batuda | Nina Bratchikova | Andrea Hlaváčková Lucie Hradecká | 4−6, 1−6         |
| Guanyadora | 1.   | 12 d'octubre de 2014   | Linz, Àustria     | Dura (i)     | Raluca Olaru     | Annika Beck Caroline Garcia      | 6−2, 6−1         |

### Circuit ITF: 19 (11−8)

#### Individual: 17 (11−6)
| Circuit ITF             |
| ----------------------- |
| Torneigs 100.000$ (1−1) |
| Torneigs 75.000$ (1−2)  |
| Torneigs 50.000$ (3−1)  |
| Torneigs 25.000$ (6−2)  |
| Torneigs 15.000$ (0−0)  |
| Torneigs 10.000$ (0−0)  |

| Títols per superfície |
| --------------------- |
| Dura (7−4)            |
| Gespa (0−0)           |
| Terra batuda (4−2)    |

| Resultat   | Núm. | Data                   | Torneig                     | Superfície   | Oponent              | Marcador         |
| ---------- | ---- | ---------------------- | --------------------------- | ------------ | -------------------- | ---------------- |
| Guanyadora | 1.   | 9 de juny de 2008      | El Paso, Estats Units       | Dura         | Lauren Albanese      | 6−4, 6−3         |
| Guanyadora | 2.   | 30 de juny de 2008     | Boston, Estats Units        | Dura         | Chan Chin-wei        | 2–6, 6–1, 6–3    |
| Guanyadora | 3.   | 29 de setembre de 2008 | Troy, Estats Units          | Dura         | Georgie Gent         | 7–6(4), 6–4      |
| Guanyadora | 4.   | 22 de juny de 2009     | Kristinehamn, Suècia        | Terra batuda | Réka-Lucca Jani      | 6–1, 7–5         |
| Guanyadora | 5.   | 24 de maig de 2010     | Grado, Itàlia               | Terra batuda | Ana Jovanović        | 6–7(3), 6–3, 6–4 |
| Guanyadora | 6.   | 3 de juliol de 2011    | Cuneo, Itàlia               | Terra batuda | Arantxa Rus          | 6–4, 6–3         |
| Finalista  | 1.   | 25 de setembre de 2011 | Albuquerque, Estats Units   | Dura         | Regina Kulikova      | 5–7, 3–6         |
| Finalista  | 2.   | 8 de juliol de 2012    | Biella, Itàlia              | Terra batuda | Johanna Larsson      | 3–6, 4–6         |
| Finalista  | 3.   | 13 d'octubre de 2013   | Albuquerque (2)             | Dura         | Shelby Rogers        | 2–6, 3–6         |
| Guanyadora | 7.   | 22 de juny de 2013     | Macon, Estats Units         | Dura         | Ajla Tomljanović     | 6–2, 1–6, 7–5    |
| Finalista  | 4.   | 20 d'octubre de 2013   | Rock Hill, Estats Units     | Dura         | Mariana Duque-Marino | 3–6, 4–6         |
| Guanyadora | 8.   | 27 d'octubre de 2013   | Florence, Estats Units      | Dura         | Madison Brengle      | 6–2, 4–6, 6–4    |
| Guanyadora | 9.   | 4 de novembre de 2013  | New Braunfels, Estats Units | Dura         | Elitsa Kostova       | 6–4, 6–4         |
| Guanyadora | 10.  | 26 de gener de 2014    | Daytona Beach, Estats Units | Terra batuda | Allie Kiick          | 6–1, 6–3         |
| Guanyadora | 11.  | 21 de setembre de 2014 | Albuquerque                 | Dura         | Irina Falconi        | 6–2, 6–4         |
| Finalista  | 5.   | 1 de novembre de 2015  | Macon                       | Dura         | Rebecca Peterson     | 3–6, 6–4, 1–6    |
| Finalista  | 6.   | 31 de gener de 2016    | Sunrise, Estats Units       | Terra batuda | Ons Jabeur           | 6–3, 2–6, 1–6    |

#### Dobles: 17 (8−9)
| Circuit ITF             |
| ----------------------- |
| Torneigs 100.000$ (2−3) |
| Torneigs 75.000$ (0−1)  |
| Torneigs 50.000$ (4−4)  |
| Torneigs 25.000$ (2−1)  |
| Torneigs 15.000$ (0−0)  |
| Torneigs 10.000$ (0−0)  |

| Títols per superfície |
| --------------------- |
| Dura (6−5)            |
| Gespa (0−0)           |
| Terra batuda (2−4)    |

| Resultat   | Núm. | Data                   | Torneig                       | Superfície   | Parella             | Oponents                              | Marcador             |
| ---------- | ---- | ---------------------- | ----------------------------- | ------------ | ------------------- | ------------------------------------- | -------------------- |
| Finalista  | 1.   | 28 d'abril de 2008     | Charlottesville, Estats Units | Terra batuda | Kimberly Couts      | Raquel Kops-Jones Abigail Spears      | 1–6, 3–6             |
| Guanyadora | 1.   | 12 de maig de 2008     | Raleigh, Estats Units         | Terra batuda | Kimberly Couts      | Stefania Boffa Nicole Rottmann        | 6–3, 6–4             |
| Finalista  | 2.   | 26 de maig de 2008     | Carson, Estats Units          | Terra batuda | Kimberly Couts      | Romana Tedjakusuma Story Tweedie-Iots | 6–7(10), 6–4, [7–10] |
| Finalista  | 3.   | 27 d'abril de 2009     | Canha de Mar, França          | Terra batuda | Erica Krauth        | Julie Coin Marie-Ève Pelletier        | 4–6, 3–6             |
| Finalista  | 4.   | 25 de maig de 2009     | Grado, Itàlia                 | Terra batuda | Jorgelina Cravero   | Anikó Kapros Sandra Klemenschits      | 3–6, 0–6             |
| Guanyadora | 2.   | 12 d'octubre de 2009   | Kansas City, Estats Units     | Dura         | Lilia Osterloh      | Julia Boserup Laura Granville         | 6–0, 6–3             |
| Guanyadora | 3.   | 2 de novembre de 2009  | Rock Hill, Estats Units       | Dura         | Sharon Fichman      | Lauren Albanese Jamie Hampton         | 6–2, 6–2             |
| Finalista  | 5.   | 9 de novembre de 2009  | Phoenix, Estats Units         | Dura         | Marie-Ève Pelletier | Sharon Fichman Mashona Washington     | 6–4, 4–6, [8–10]     |
| Finalista  | 6.   | 8 de febrer de 2010    | Midland, Estats Units         | Dura         | Lilia Osterloh      | Laura Granville Lucie Hradecká        | 6–7(3), 6–3, [10–12] |
| Guanyadora | 4.   | 13 de febrer de 2011   | Midland                       | Dura         | Jamie Hampton       | Irina Falconi Alison Riske            | Renúncia             |
| Guanyadora | 5.   | 1 de juliol de 2013    | Versmold, Alemanya            | Terra batuda | Sofia Shapatava     | Claire Feuerstein Renata Voráčová     | 6–4, 6–4             |
| Guanyadora | 6.   | 4 de novembre de 2013  | New Braunfels, Estats Units   | Dura         | CoCo Vandeweghe     | Asia Muhammad Taylor Townsend         | 3–6, 6–3, [13–11]    |
| Guanyadora | 7.   | 16 de febrer de 2014   | Midland (2)                   | Dura (i)     | Heather Watson      | Sharon Fichman Maria Sanchez          | 7–5, 5–7, [10–6]     |
| Finalista  | 7.   | 26 d'octubre de 2014   | Macon, Estats Units           | Dura         | Ashley Weinhold     | Madison Brengle Alexa Glatch          | 0–6, 5–7             |
| Guanyadora | 8.   | 9 de novembre de 2014  | Captiva Island, Estats Units  | Dura         | Gabriela Dabrowski  | Asia Muhammad Maria Sanchez           | 6–3, 6–3             |
| Finalista  | 8.   | 22 d'agost de 2015     | Vancouver, Canadà             | Dura         | Raluca Olaru        | Johanna Konta Maria Sanchez           | 6–7(5), 4–6          |
| Finalista  | 9.   | 27 de setembre de 2015 | Albuquerque, Estats Units     | Dura         | Tamira Paszek       | P.C. Gonçalves Sanaz Marand           | 6–4, 2–6, [3–10]     |

## Trajectòria

### Individual
| Open d'Austràlia | A   | A   | Q1          | Q1          | Q2          | 2R | 1R          | 1R          | 2R          | 1R  | 1R  | 0 / 6 | 2 – 6 |
| Roland Garros | A   | A   | Q2          | Q2          | 1R          | 1R | 1R          | 1R          | Q2          | Q1  | A   | 0 / 4 | 0 – 4 |
| Wimbledon | A   | A   | Q1          | Q1          | 2R          | 2R | 1R          | 1R          | Q3          | 1R  | A   | 0 / 5 | 2 – 5 |
| US Open | Q1  | Q1  | Q3          | Q3          | 1R          | 4R | 1R          | Q1          | 2R          | A   | A   | 0 / 4 | 4 – 4 |
| Jocs Olímpics | NC  | A   | No celebrat | No celebrat | No celebrat | 2R | No celebrat | No celebrat | No celebrat | A   | NC  | 0 / 1 | 1 – 1 |
| Rànquing a final d'any | 278 | 168 | 181         | 134         | 87          | 51 | 125         | 149         | 100         | 198 | 512 |       |       |
| Llegenda: G: Guanyadora; F: Finalista; SF: Semifinalista; QF: Quarts de final; Q: Qualificació; A: Absent; RR: Round Robin; |     |     |             |             |             |    |             |             |             |     |     |       |       |